# 邦納方騰博物館

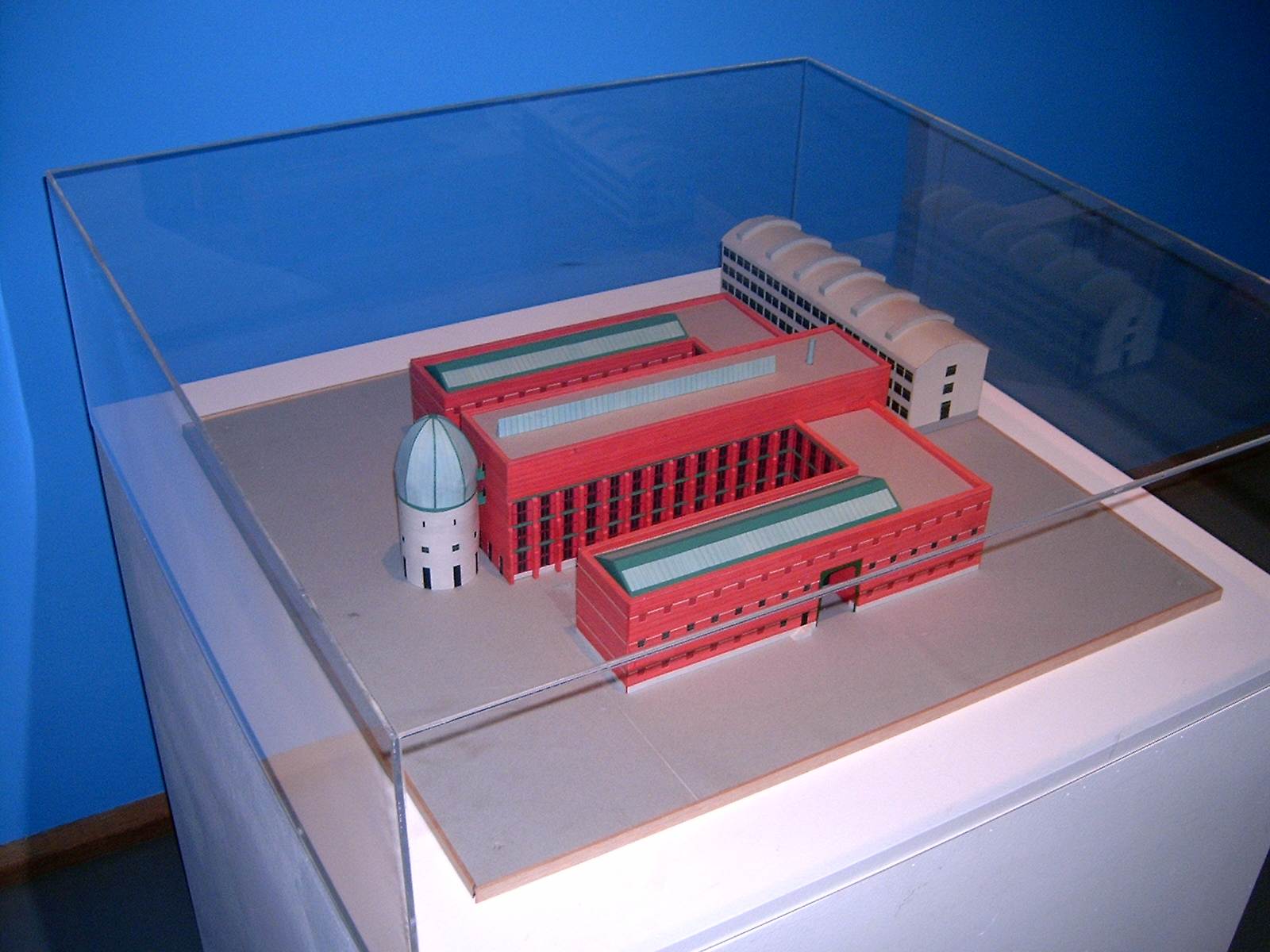
邦納方騰博物館的模型

邦納方騰博物館（荷蘭語：Bonnefantenmuseum），位於荷蘭马斯特里赫特的美術館。

## 歷史
邦納方騰博物館於1884年成立，其名稱源自法文「bons enfants」，意思為好孩子，亦是1951至1978年間博物館所在的前修道院的俗稱。
1995年，博物館遷往原為工業用地的現址，新建築由意大利建築師阿尔多·罗西設計，其面向默兹河的小圓頂貌似火箭，是马斯特里赫特較為突出的現代建築物。

## 外部連結
- 官方网站

50°50′34″N 5°42′09″E / 50.84278°N 5.70250°E